# José Escobar
Ricardo Escobar Palacios, detto José (San Fernando, 13 giugno 1958), è un ex calciatore spagnolo, di ruolo centrocampista.

## Carriera
Giocatore di Cadice, Elche e Castellón, giocò il Mondiale U-20 del 1977 segnando anche due reti in tre partite.
Vanta 117 presenze e 6 nella prima divisione spagnola.